# Nebezpečná laskavost
Nebezpečná laskavost (v anglickém originále A Simple Favor) je americký mysteriózní thrillerový film z roku 2018, jehož režie se ujal Paul Feig a scénáře Jessica Sharzer. Je inspirován stejnojmenným románem z roku 2017 od Darcey Bell.
Hlavní role hrají Anna Kendrick, Blake Lively, Henry Golding, Andrew Rannells, Linda Cardellini, Rupert Friend a Jean Smart.
Film měl premiéru ve Spojených státech dne 14. září 2018. V České republice měl premiéru dne 25. října 2018. Získal pozitivní recenze od kritiků, kteří chválili zápletku a výkony Kendrick a Lively. Film vydělal přes 97 milionů dolarů po celém světě.

## Obsazení
- Anna Kendrick jako Stephanie Smothers
- Blake Lively jako Emily Nelsonová
- Henry Golding jako Sean Townsend
- Linda Cardellini jako Diana Hylandová
- Joshua Satine jako Miles Smothers
- Ian Ho jako Nicky Townsend
- Andrew Rannells jako Darren
- Jean Smart jako Margaret McLandenová
- Rupert Friend jako Dennis Nylon
- Eric Johnson jako Davis
- Dustin Milligan jako Chris
- Bashir Salahuddin jako detektiv Somerville
- Glenda Braganza jako Kerry Glenda
- Kelly McCormack jako Stacy
- Aparna Nancherla jako Sona
- Danielle Bourgon jako Grace Smothers
- Gia Sandhu jako Valerie
- Paul Jurewicz jako Bobby Chelkowsky
- Sarah Baker jako Maryanne Chelkowsky
- Nicole Peters jako Hope McLanden
- Lauren Peters jako Faith McLanden

## Přijetí

### Tržby
Film získal ve Spojených státech a Kanadě přes 53,5 milionů dolarů a 44,1 milionů dolarů v dalších oblastech. Celkově tak vydělal 97,6 milionů dolarů. Rozpočet filmu byl 20 milionů dolarů.
Ve Spojených státech a Kanadě měl film premiéru společně s filmy Mladý gangster, Unbroken: Path to Redemption a Predátor: Evoluce. Byl projektován výdělek 12–15 milionů dolarů za první víkend. Film nakonec vydělal přes 16,1 milionů dolarů a stal se třetím nejnavštěvovanějším filmem za filmy Predátor: Evoluce a Sestra.

### Recenze
Na stránce Rotten Tomatoes si film drží 85 % na základě 231 recenzí s průměrným hodnocením 6,99/10. Na filmu Metacritic má film skóre 67 ze 100 na základě 40 kritiků. Publikum oslovené společností CinemaScore dalo filmu průměrnou známku 2+ na stupnici 1+ až 5. Na Česko-Slovenské filmové databázi má snímek k 19. červenci 2019 66 procent.